# Guy Nadon (batteur)
Pour les articles homonymes, voir Guy Nadon (homonymie).
Guy Nadon (né en janvier 1934, à Montréal et décédé le 9 octobre 2016 dans sa ville natale,) est un batteur et percussionniste de jazz et surnommé « le Roi du drum ». La carrière du musicien s'étale sur plus 70 ans.

## Biographie
Musicien autodidacte, Guy Nadon commence sa carrière de musicien à l'âge de 11 ans dans le quartier pauvre de l’Est (Hochelaga) de Montréal, appelé dans les années 1940 le « Faubourg à m'lasse ». Sa passion pour la batterie émerge lorsqu’il visionne Gene Krupa, son idole, sur le grand écran du Théâtre Majestic. Ses parents ne souhaitent pas qu’il devienne un musicien, mais qu’il travaille dans une banque. Il refuse de s’enfermer dans un bureau à compter des sous,.

### Jeunesse et formation
À 12 ans, il joue sur n’importe quel objet percussif comme les couvercles de poubelles, pots, boîtes de conserve, pourtours de verre, et autres objets du quotidien qui sonnent,. Il apprend ainsi les percussions en fabriquant des batteries artisanales, qui deviendront sa marque de commerce. Il achète sa première batterie à l'âge de 15 ans.
Guy Nadon délaisse l’école en 7e année,, pour jouer dans les mariages et d’autres évènements sociaux,,. Il suit un cheminement musical en explorant des différents styles musicaux (chanson de variétés, chanson française, rigaudons, musique commerciale, etc.) qu’il approche comme du jazz,.
Guy Nadon ne craint pas de se mesurer à n’importe quel batteur ou musicien,. À 16 ans, il a d’ailleurs rivalisé avec son idole Buddy Rich, à la Plage-Idéale qui tente de berner le jeune Nadon en dirigeant la pièce deux fois plus rapidement. Le jeune batteur réussit sa prestance avec brio. Une autre fois, en concert, il remplace au pied levé son autre idole, Elvin Jones, intoxiqué. 
Sa carrière prend un certain envol mais pas comme le légendaire Buddy Rich. Il se compare à son idole en se surnommant « Buddy Poor », dans lequel il vit plus pour l’art du jazz. Avec Gene Krupa, il compte également dans les rangs Art Blakey comme ses idoles.
Ses exploits l’amènent à partager notamment la scène avec Zoot Sims, Charles Ranger,, Charles Aznavour,, et Buddy Rich. Il accompagne également des artistes du Québec comme Alys Robi et Ginette Reno, ainsi que Michel Louvain, Fernand Gignac et Georges Guétary. Il participe souvent au grand ensemble (big band) de Vic Vogel. Sa passion pour le jazz l’amène à jouer à divers endroits de sa ville natale, tels que le Parc Lafontaine, Ritz Carlton, Place des Arts, Reine Élizabeth.
Il étudie au Conservatoire de musique de Montréal pendant environ 3 ans, avec Louis Charbonneau, timbalier émérite de l’Orchestre symphonique de Montréal1. Malgré les arguments de Louis Charbonneau que le jazz n’est pas une profession, il abandonne les études pour jouer dans les clubs de jazz et cabarets de nuit de Montréal, dont la Plage Idéale et le Club Mocambo de Montréal dans les années 1950, ainsi qu’au Black Bottom, du Esquire Show Bar au Rising Sun, au Spectrum. Il apprend les arrangements musicaux auprès du violoniste italien Frank Mella,.
Il se marie avec Marielle Auger en 1959 et plus tard avec 4 autres femmes.
Vers 1960, il enseigne la percussion au Studio Labelle et au Studio Bleu en donnant des cours privés. Il compte parmi ses élèves Bernard Primeau qui se distingue. 

### Refus d’une carrière internationale
Oliver Jones, pianiste jazz canadien, le considère comme un musicien d’exception. Il raconte que des chefs d'orchestre d’envergure comme Duke Ellington et Count Basie reconnaissent le génie de Nadon et veulent prendre le talentueux batteur québécois dans leurs rangs. Une carrière aux États-Unis lui est offerte. Il refuse de s’exporter au-delà des frontières du Québec pour plusieurs raisons qui suggèrent que les enjeux ne lui sont pas connus, la drogue ou l’alcool qui sévit dans le milieu du jazz et la méconnaissance de l’anglais,,,,. Le batteur décide de rester auprès de sa famille au lieu de quitter Montréal.
À la fois musicien et personnage aux allures excentriques qui ressemble à un amuseur public, il continue de renouveler son regard sur la batterie artisanale en la modifiant au fil de sa carrière,.

### Le «Roi du drum»
« Le Roi du drum », documentaire réalisé en 1991 par Serge Giguère, décrit le portrait d’un musicien talentueux, ancré dans ses racines québécoises, à travers une musique issue des États-Unis à laquelle il consacre sa vie avec une passion hors du commun. Plusieurs critiques musicales décrivent sa contribution significative à la scène musicale montréalaise depuis plusieurs décennies,,,. Le documentaire remporte le Prix André-Leroux de l'Association québécoise des critiques de cinéma, pour le meilleur moyen métrage québécois.

### Décès
Souffrant d’une maladie rénale depuis quelques années,,,, Guy Nadon est hospitalisé en 2015. Quelques mois avant sa mort, le Festival international de jazz de Montréal, où il s'était produit 34 fois,,, l’invite pour une prestation d’adieu. Malgré son état, l'idée de rejouer au Festival lui redonne des forces, et il donne son dernier concert à l'Astral le 30 juin 2016 aux côtés d'une dizaine de musiciens.
« La musique, nous avait-il dit quelques jours plus tard, c'est plus fort que les pilules. »
Guy Nadon décède le 9 octobre 2016 à l'âge de 82 ans au Centre d'hébergement de la Maison-Neuve, à Montréal,.

## Style de jeu
Guy Nadon refuse les conseils de Louie Bellson pour suivre son cheminement musical en perfectionnant son jeu. Il réussit néanmoins à faire épanouir le côté créateur et de ses inventions à percussions,,. 
Vic Vogel qualifie Guy Nadon plutôt comme un musicien de talent, même s’il souligne que Nadon est le « plus rapide des mauvais batteurs » du monde. Vic Vogel analyse que son style de jeu provient des coups répétés sur les surfaces assemblées de la batterie artisanale qui rebondissent sèchement. Les effets procurent ainsi une raideur particulière qui se trouvent à être intégrés à la battue de Guy Nadon depuis.
Mark Miller, journaliste et critique de jazz canadien, décrit qu’il est difficile de situer le percussionniste dans le jazz canadien et de celui du jazz en général. Une particularité s’articule sous et dans la tradition québécoise qui est plus manifeste chez Guy Nadon, comparativement chez les autres musiciens de jazz québécois. Il semble qu’un tas d’éléments, comme les émotions, se soit cristallisé dans son enfance. Ce qui fait de lui le plus Québécois des jazzmen,,. 
À écouter Guy Nadon jouer des percussions, un auditeur peut croire qu’il est devant plusieurs batteurs,,.

## Enregistrements
Depuis son décès en 2016, peu de ses compositions sont jouées. Ses disques sont difficiles à trouver. Ses concerts n’ont pas été filmés, sauf certaines captations tardives réalisées par le Festival international de jazz de Montréal,.  Selon le batteur québécois, il aurait composé une centaine de compositions,,,,, mais un petit nombre seulement est endisqué. 
À la suite de son volet exploratoire de jeu, il enregistre son premier album, en 1975, avec un orchestre qu’il forme. Huit pièces d’une durée totale de près d'une heure de musique sont alors captées par la Société Radio-Canada pour produire un disque 33 tours intitulé « Guy Nadon et la Pollution des sons » paru dans la collection Jazzimage en 1987 en cassette audio. Son second album « Guy Nadon et le Band du Roi du Drum » paraît en 1997 et connait une diffusion à l’échelle nationale avec l’étiquette de CBC/Radio-Canada.

## Œuvre

### Discographie
Guy Nadon et le Band du roi du drum. Guy Nadon, batterie et autres musiciens. Disque compact. Unidisc Music [diff.], 1998. OCLC/Identifiant unique: 937944238.
Guy Nadon et le Band du roi du drum. Composé et interprété par Guy Nadon avec la Pollution des Sons (interprètes canadiens). Disque vinyle de 33 tours. Radio-Canada/Jazzimage, 1987. OCLC/Identifiant unique: 937951756 

### Compositions

#### Sélection des compositions tirées de ses 2 albums
- Souvenir For Guy And Marcelle
- Scotch Tape
- El Casino Blues
- Souvenir For Marchelle
- L’inflation
- The Sheil of Araby
- Fricassée
- Happy Day
- L'inflation
- One Way
- Sweet Georgia Brown
- All Blues
- Hey! Ba-Be-Re-Bop
- Killer Joe
- Last Call
- Referendum Blues

### Concerts

#### Quelques exemples de prestances
- Montréal tout étoile présenté au Théâtre Saint-Denis, en 1985, avec Oliver Jones, Ranee Lee et Nelson Symonds: en première partie du concert de Tony Bennett.
- Concert avec le batteur Joe Morello (The Dave Brubeck Quartet), au Spectrum de Montréal, en 1992.
- Concert avec l’Orchestre de Winnipeg en 2005.

## Distinctions
En 1998, le Festival International de Jazz de Montréal lui dédie le prix Oscar Peterson soulignant la contribution remarquable à l’essor du jazz canadien,.

### Filmographie
Giguère, Serge. Le roi du drum. Documentaire, 54 min. Réalisation : Serge Giguère; production et écriture : Serge Giguère – Productions du Rapide-Blanc (DVD, 24 images no. 151, 2007) (OLC 1131534379).